# Nitrox

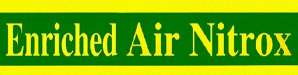
Nitrox

El Nitrox o Aire Enriquit és una mescla d'oxigen i nitrogen utilitzat en les immersions de submarinisme. El Nitrox conté concentracions d'oxigen més elevades que l'aire. Habitualment s'utilitzen concentracions de 32% d'oxigen i 68% de nitrogen, i de 36% d'oxigen i 64% de nitrogen, si bé en funció de diversos factors (profunditat a la que es vol fer la immersió, per exemple), es poden fer concentracions de 22% d'oxigen fins a 40% d'oxigen, per a submarinisme recreatiu.
En altres modalitats de submarinisme, tècnic, comercial, etc., es poden usar concentracions més elevades del 40% d'oxigen.